# تپه کجو عزیزآباد لوشه
تپه کجو عزیز آباد لوشه مربوط به دوران‌های تاریخی پس از اسلام است و در شهرستان ثلاث باباجانی، بخش‌مرکزی، روستای زمکان واقع شده و این اثر در تاریخ ۴ خرداد ۱۳۸۴ با شمارهٔ ثبت ۱۱۷۹۱ به‌عنوان یکی از آثار ملی ایران به ثبت رسیده است.